# 施瓦宾西
施瓦宾西（德語：Schwabing-West）是德国巴伐利亚州首府慕尼黑的市辖第4区。它是仅有的几个具有统一外观的慕尼黑市辖区之一。其范围主要包括在1900年的城市扩张时，源自1890年被并入慕尼黑的原施瓦宾市区域。

## 方位
施瓦宾西位于慕尼黑北部，伊萨尔河以西及马克斯近郊以北。其南部边界沿着洛特大街（Lothstraße）和格奥尔格大街（Georgenstraße）直至达豪大街，西部边界则至重骑兵大街组成。西北向的边界仅可沿重骑兵大街向东，然后沿阿克曼大街的弯道至温泽雷尔大街，再循此接入莱尔兴瑙大街往北直至中环公路/佩图埃尔环路。这是市辖区的北部边界，它在东部则是沿伊索尔登大街（Isoldenstraße）、西梅尔恩大街（Simmernstraße）、维多利亚大街（Viktoriastraße）和腓特烈大街（Friedrichstraße）组成。
与施瓦宾西接壤的市辖区分别是西北部和北部的米贝茨霍芬-哈特畔、东部的施瓦宾-弗莱曼、南部的马克斯近郊和西部的诺伊豪森-宁芬堡。

## 分区
施瓦宾包含第4和第12市辖区。

### 施瓦宾

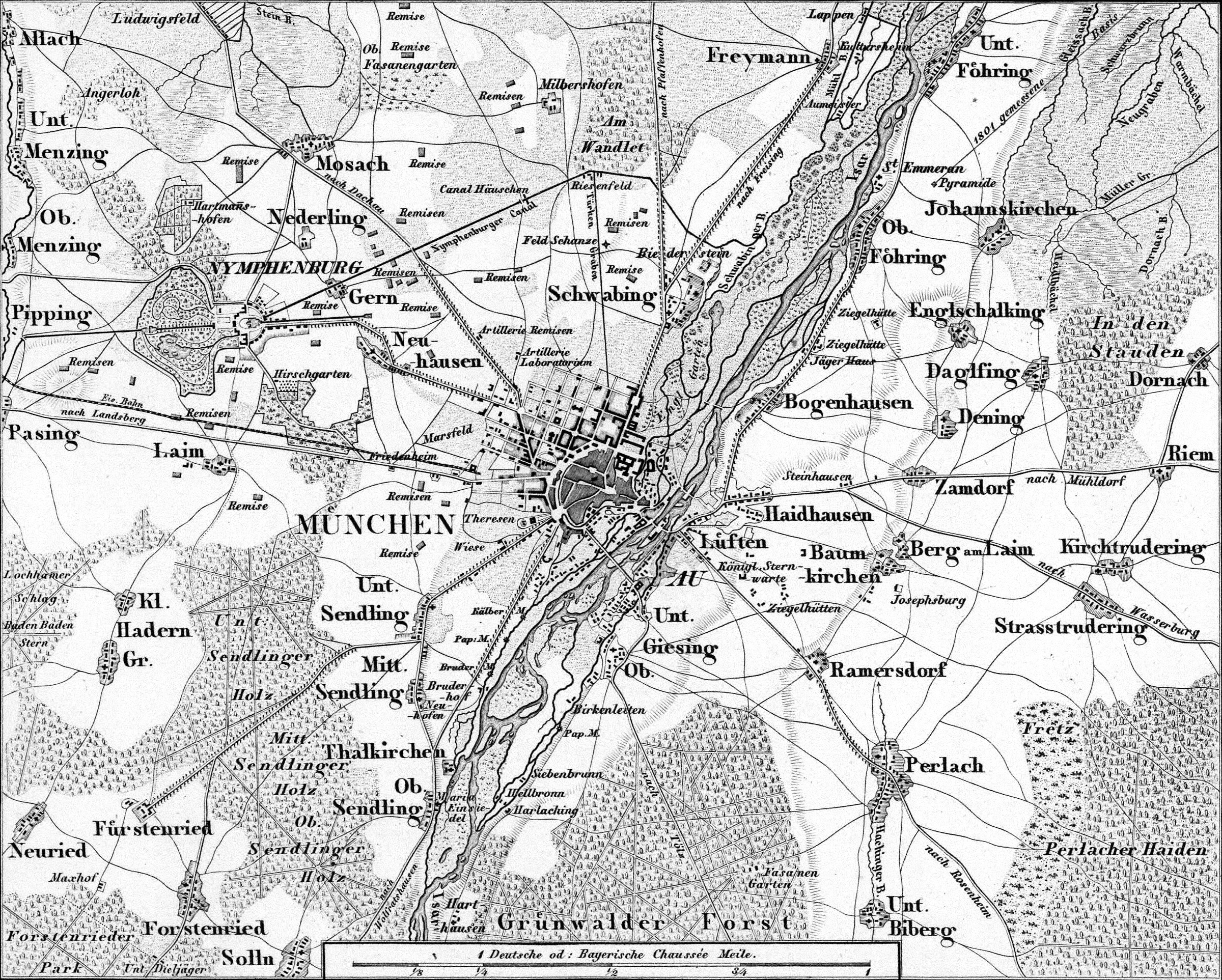
1858年地图上的施瓦宾及弗莱曼

施瓦宾早在公元782年便首次以的名义在文献中被提及。这一名称来源于，意指“施瓦本人的一个定居点”。施瓦宾村庄于1886年升格为城市，然后于1890年被并入慕尼黑。至1909年，原施瓦宾市区西部的新建区域从施瓦宾市辖区中剔除出来，并升格为独立的市辖区。1996年，包含医院和柳特波德公园在内的施瓦宾北部周边区域、以及此前仍属诺伊豪森的奥伯维森费尔德东南部，都被纳入施瓦宾版图。市辖区的面积从而被扩大了三倍，人口亦翻了一番。

#### 在现市辖区内的原施瓦宾市历史分区
- 康拉德庭院，施瓦宾市：这个地方在1260年便首次以的名义在文献中被提及。其名称含义的推导几乎一字不差，即“康拉德的庭院”。这一康拉德的身份是存在争议的，它很有可能是指这里的修士长（德语：Propst）康拉德·冯·舍夫特拉尔恩（Konrad von Schäftlarn），即位于奥伯维森费尔德南部的舍夫特拉尔恩修道院（德语：Kloster Schäftlarn）的耕地在1803年世俗化（德语：Säkularisation in Bayern）以前的持有人。这些耕地被租赁给慕尼黑市民。而附属的农庄则从未存在过。随着市辖区的重组，它的一部分被纳入诺伊豪森-宁芬堡。

#### 在现市辖区内的原施瓦宾市新分区
- 芭芭拉大街军事居住区（德语：Barbarasiedlung (München)）：也被成为“芭芭拉住宅区”的小户型居住区建于1909至1910年间，最初是为解决位于附近的军装部工作人员的住房需求，士兵在此并不提供活跃的部队任务。
- 阿克曼弯道畔（Am Ackermannbogen）新建区域：位于阿克曼街角旁，是用于代替原本从属于奥伯维森费尔德军营（德语：Liste der Militär-Kasernen in München）的瓦尔德曼营（德语：Waldmann-Kaserne）、斯特滕营（德语：Stetten-Kaserne）和列奥波德王子营（德语：Prinz-Leopold-Kaserne (München)），截至2014年，其中的第三建设阶段已完成，第四阶段正在进行中。

#### 1900年左右的新建区域

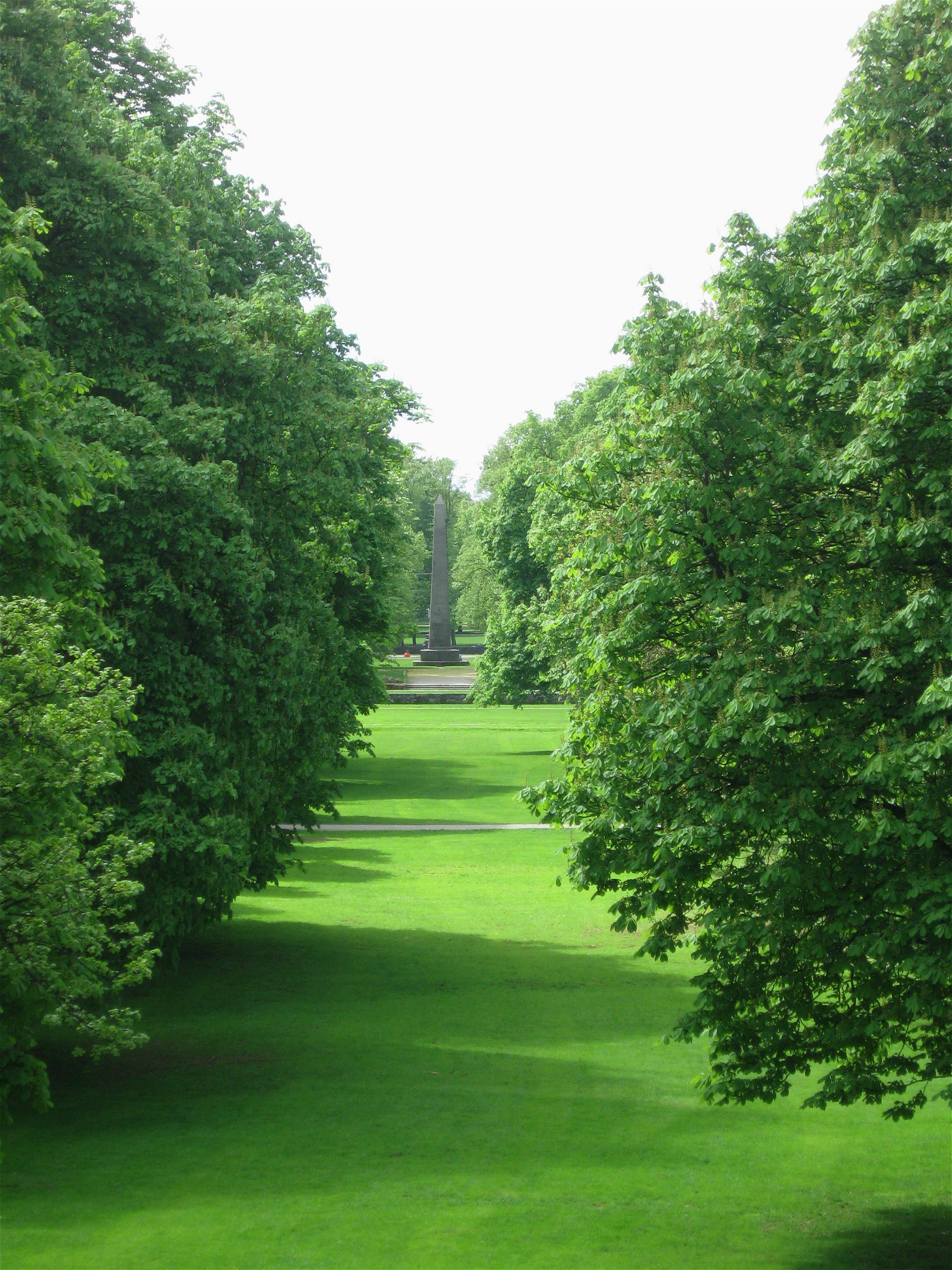
柳特波德公园

起源于1900年左右的新建区域都不具备自身的官方名称。这些通常保留了新艺术运动风格的社区是通过一系列从广场分散、各自有社区代表性的中心点，并且中心点大多由公共机构例如学校或市行政局担当而组成。这种出现于19世纪末城市规划的空间概念即便是在第一次世界大战后仍保持不变。最重要的广场主要有：选帝侯广场、霍亨索伦广场、伊丽莎白广场、巴伐利亚广场、沙伊德广场、平德特广场（Pündterplatz）、科隆广场（Kölner Platz）和波恩广场。这些早前金领阶层的代表性区域大多从1912年开始环绕在柳特波德公园周边。由于在第二次世界大战期间部分遭到了严重的破坏，使得它们在1950年代至1970年代出现了建筑真空。大约自1985年起它们被修复为老建筑风貌，使得这些建筑仍然具备代表性。

## 总览

### 社会结构
施瓦宾西市辖区明确的是以中产阶级为主导。其高素质的白领比例高于全市平均水平，因此教育水平也相应较高。辖区内所有家庭中，单身家庭的比例占63%，尤其为年轻人及中青年居民，有孩子的家庭所占比例则不足11%。辖区内有26%的比例为无子女的多人家庭。截至2014年12月31日，外籍人口的比例为22.3%，略低于全市平均水平（26.4%）。
这一区所占比例较高的工作场所是公共机构及行政部门，并以服务业和商业为主导，共占全部就业岗位的60%。

### 交通

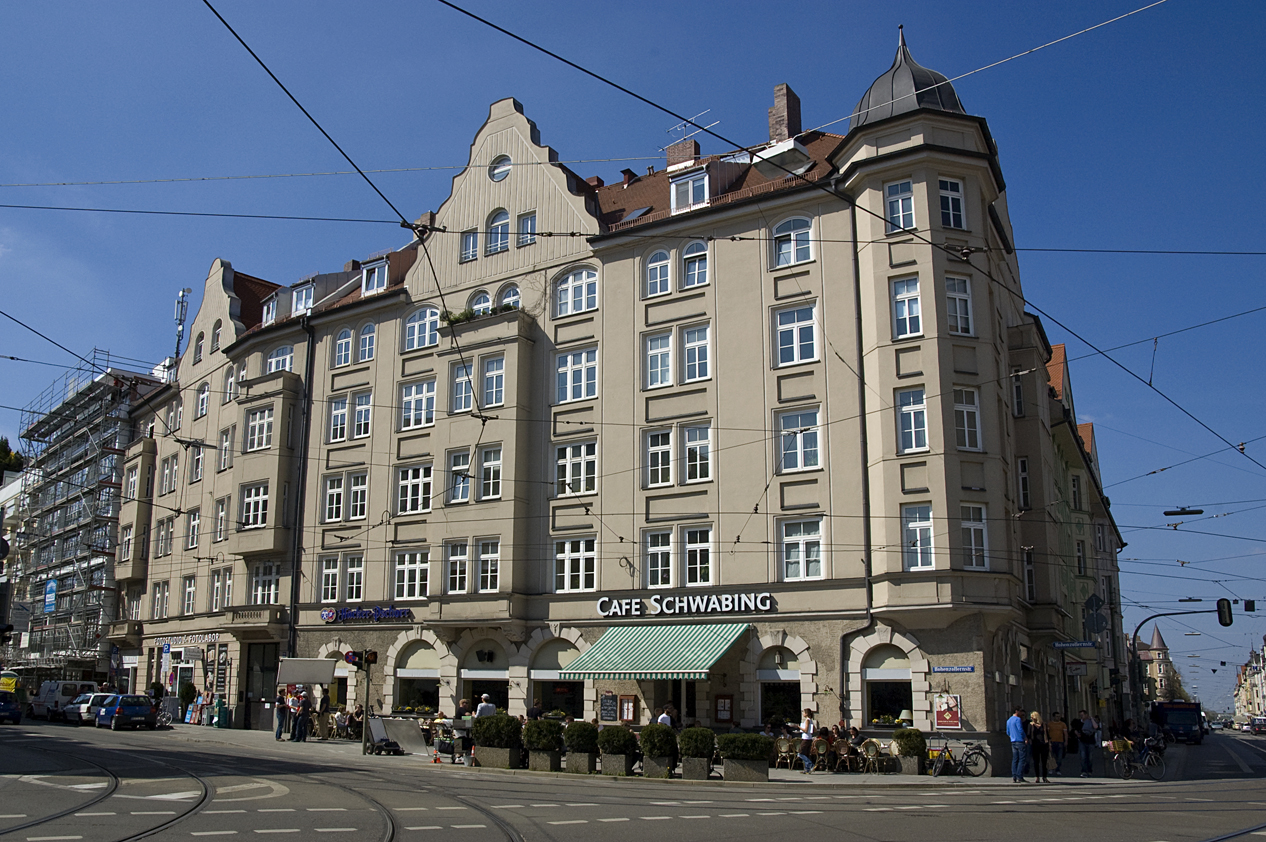
位于贝尔格拉德及霍亨索伦大街交界处的“施瓦宾咖啡馆”

施瓦宾西主要通过六条连接轴线伸展，它们如今并未全部作为主累积道路使用：连接南北向的主要是施莱斯海姆大街、贝尔格莱德大街以及由另一市辖区施瓦宾-弗莱曼管辖的列奥波德大街；而东北向的交通则主要通过卡尔·泰奥尔多大街（Karl-Theodor-Straße）/波恩广场/莱茵大街、公爵大街（Herzogstraße）以及伊丽莎白大街/弗朗茨·约瑟夫大街（Franz-Joseph-Straße）相连。
在公共短途客运方面，则有慕尼黑地铁2号线（霍恩索伦广场站和沙伊德广场站）、3号线（波恩广场站、沙伊德广场站和佩图埃尔环路站），有轨电车12路和27路，以及多条慕尼黑交通公司开行的巴士线路均行经该区。

### 公共设施

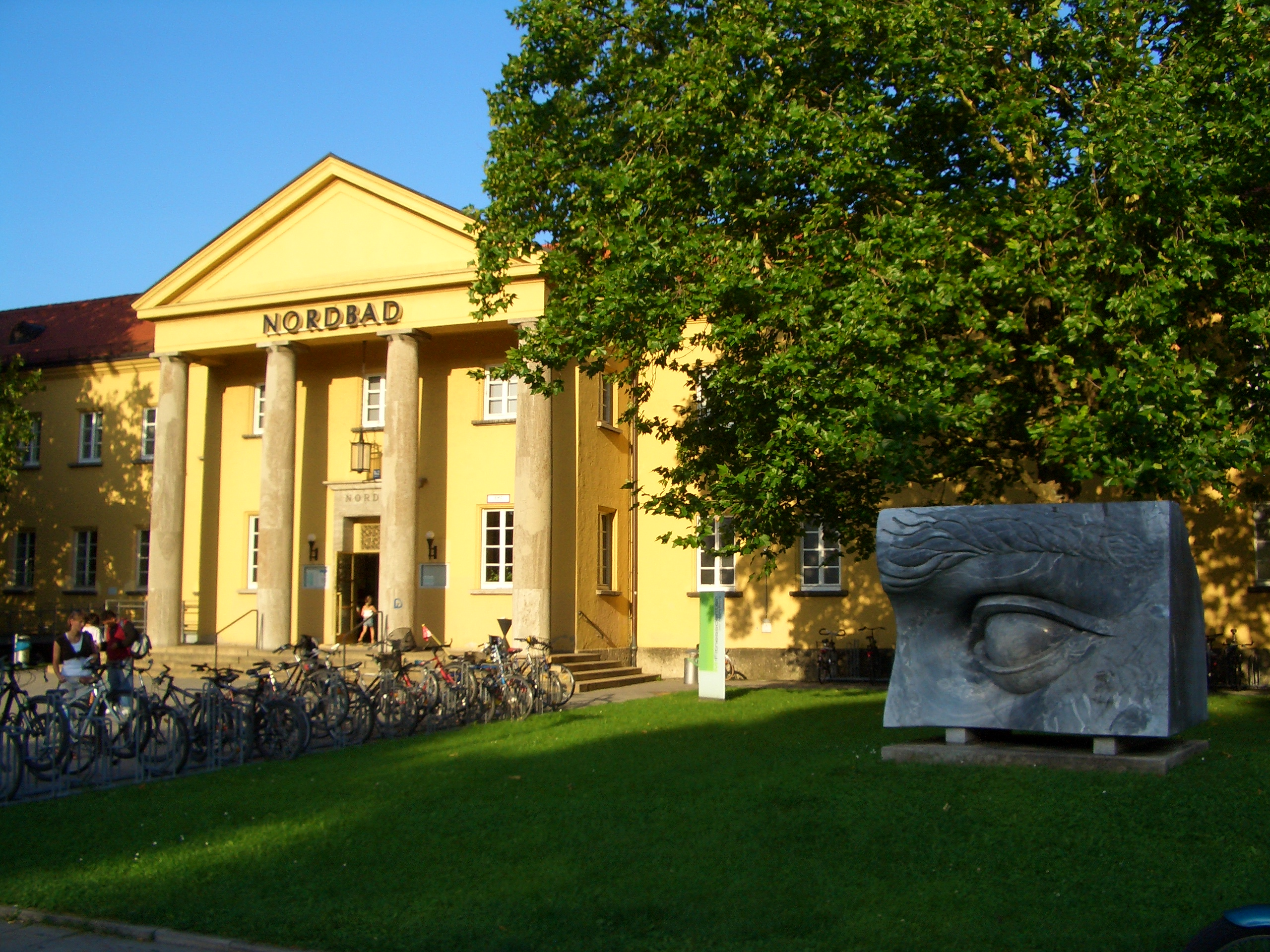
北部游泳馆 (慕尼黑)

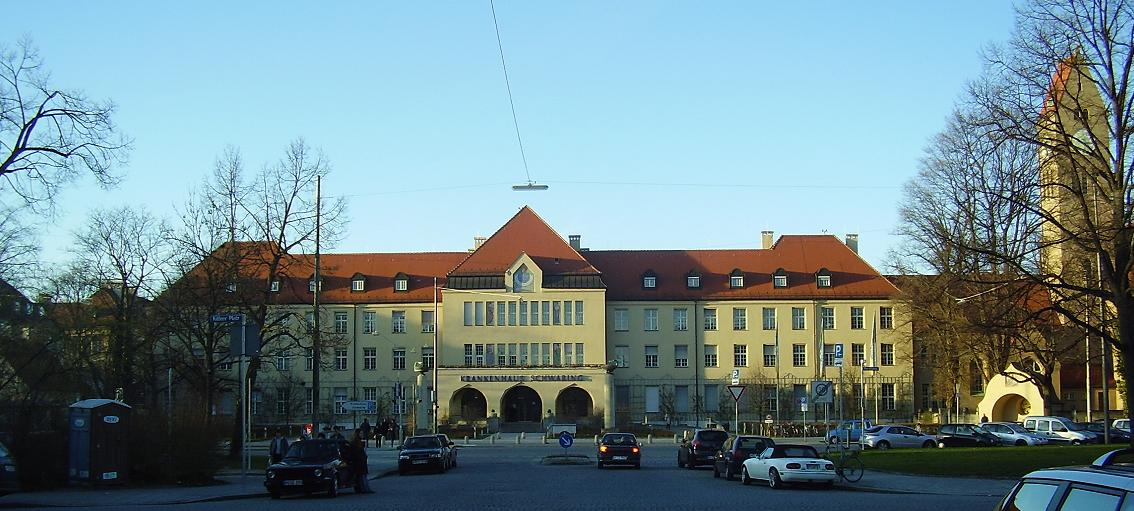
施瓦宾诊所

施瓦宾西市辖区是大量公共机构的所在地。除了市立施瓦宾诊所外，这一区还有马克斯·普朗克精神病学研究所以及用于生理残疾的复健中心等医疗机构。重要的文化机构则有作为儿童及青少年剧院的演出堡。此外，在施莱斯海姆大街还有北部游泳馆、在柳特波德公园有格奥尔根施魏格露天泳池。

### 人口统计
(截至每年12月31日)
| 年份 | 人口   | 外国人（比例）  | 面积 （km²） | 人口密度 （每km²） | 来源及其它数据                                  |
| ---- | ------ | --------------- | ------------ | ------------------ | ----------------------------------------------- |
| 2000 | 53,789 | 11,144 (20.7 %) | 4.3692       | 12,311             | 慕尼黑统计年鉴2001 （页面存档备份，存于） (PDF) |
| 2001 | 54,580 | 11,868 (21.7 %) | 4.3692       | 12,492             | 慕尼黑统计年鉴2002 （页面存档备份，存于） (PDF) |
| 2002 | 54,272 | 11,674 (21.5 %) | 4.3692       | 12,421             | 慕尼黑统计年鉴2003 （页面存档备份，存于） (PDF) |
| 2003 | 54,351 | 11,960 (22.0 %) | 4.3692       | 12,440             | 慕尼黑统计年鉴2004 （页面存档备份，存于） (PDF) |
| 2004 | 55,231 | 12,012 (21.7 %) | 4.3670       | 12,647             | 慕尼黑统计年鉴2005 （页面存档备份，存于） (PDF) |
| 2005 | 56,033 | 12,125 (21.6 %) | 4.3672       | 12,830             | 慕尼黑统计年鉴2006 （页面存档备份，存于） (PDF) |
| 2006 | 59,553 | 12,323 (20.7 %) | 4.3407       | 13,720             | 慕尼黑统计年鉴2007 （页面存档备份，存于） (PDF) |
| 2007 | 61,514 | 12,653 (20.6 %) | 4.3394       | 14,176             | 慕尼黑统计年鉴2008 （页面存档备份，存于） (PDF) |
| 2008 | 62,541 | 12,635 (20.2 %) | 4.3394       | 14,412             | 慕尼黑统计年鉴2009 （页面存档备份，存于） (PDF) |
| 2009 | 62,028 | 12,181 (18.6 %) | 4.3630       | 14,217             | 慕尼黑统计年鉴2010 （页面存档备份，存于） (PDF) |
| 2010 | 62,856 | 12,481 (19.9 %) | 4.3630       | 14,407             | 慕尼黑统计年鉴2011 （页面存档备份，存于） (PDF) |
| 2011 | 63,644 | 12,882 (20.2 %) | 4.3630       | 14,587             | 慕尼黑统计年鉴2012 （页面存档备份，存于） (PDF) |
| 2012 | 64,768 | 13,462 (20.8 %) | 4.3630       | 14,845             | 慕尼黑统计年鉴2013 （页面存档备份，存于） (PDF) |
| 2013 | 65,892 | 14,115 (21.4 %) | 4.3630       | 15,102             | 慕尼黑统计年鉴2014 （页面存档备份，存于） (PDF) |
| 2014 | 67,094 | 14,959 (22.3 %) | 4.3630       | 15,378             | 慕尼黑统计年鉴2015 （页面存档备份，存于） (PDF) |

## 政治
施瓦宾西上一次的区议会选举是在2014年3月16日。其议席分配如下：社民党11席，基社盟8席，绿党7席，自民党2席以及自选协/生民党1席。在施瓦宾西共52014名符合投票资格的居民中，有23218人行使了自己的表决权，选民投票率约为44.6%。